# 원 두바이 타워
원 두바이 타워(1 Dubai Tower)는 아랍에미리트  두바이 주메이라 가든 시티에 취소된 극초고층 마천루이다. 
완공되었으면 세계 최고층 빌딩이 됐으나, 2009년 두바이 경제 위기로 취소됐다.